# FIFA-vrouwenranglijst augustus 2020
Dit is de wereldranglijst voor vrouwen van augustus 2020 zoals die werd opgesteld en vrijgegeven door de FIFA op 14 augustus 2020. Net als in juni waren er geen enkele wijzigingen in posities of punten. Dit werd veroorzaakt door de coronapandemie, waardoor alle wedstrijden die in deze periode plaats hadden moeten vinden werden afgelast.
| №  | +/−     | Land             | pnt  | +/−     |
| -- | ------- | ---------------- | ---- | ------- |
| 1  | Stabiel | Verenigde Staten | 2181 | Stabiel |
| 2  | Stabiel | Duitsland        | 2090 | Stabiel |
| 3  | Stabiel | Frankrijk        | 2036 | Stabiel |
| 4  | Stabiel | Nederland        | 2032 | Stabiel |
| 5  | Stabiel | Zweden           | 2007 | Stabiel |
| 6  | Stabiel | Engeland         | 1999 | Stabiel |
| 7  | Stabiel | Australië        | 1963 | Stabiel |
| 8  | Stabiel | Brazilië         | 1958 | Stabiel |
| 8  | Stabiel | Canada           | 1958 | Stabiel |
| 10 | Stabiel | Noord-Korea      | 1940 | Stabiel |
| 11 | Stabiel | Japan            | 1937 | Stabiel |
| 12 | Stabiel | Noorwegen        | 1930 | Stabiel |
| 13 | Stabiel | Spanje           | 1915 | Stabiel |
| 14 | Stabiel | Italië           | 1889 | Stabiel |
| 15 | Stabiel | China            | 1867 | Stabiel |
| 16 | Stabiel | Denemarken       | 1851 | Stabiel |
| 17 | Stabiel | België           | 1819 | Stabiel |
| 18 | Stabiel | Zuid-Korea       | 1818 | Stabiel |
| 19 | Stabiel | IJsland          | 1817 | Stabiel |
| 20 | Stabiel | Zwitserland      | 1815 | Stabiel |

| FIFA-vrouwenranglijst augustus 2020 (21–159) | FIFA-vrouwenranglijst augustus 2020 (21–159) | FIFA-vrouwenranglijst augustus 2020 (21–159) | FIFA-vrouwenranglijst augustus 2020 (21–159) | FIFA-vrouwenranglijst augustus 2020 (21–159) |
| #                                            | +/−                                          | Land                                         | pnt                                          | +/−                                          |
| -------------------------------------------- | -------------------------------------------- | -------------------------------------------- | -------------------------------------------- | -------------------------------------------- |
| 21                                           | Stabiel                                      | Schotland                                    | 1804                                         | Stabiel                                      |
| 22                                           | Stabiel                                      | Oostenrijk                                   | 1792                                         | Stabiel                                      |
| 23                                           | Stabiel                                      | Nieuw-Zeeland                                | 1757                                         | Stabiel                                      |
| 24                                           | Stabiel                                      | Rusland                                      | 1708                                         | Stabiel                                      |
| 25                                           | Stabiel                                      | Colombia                                     | 1700                                         | Stabiel                                      |
| 26                                           | Stabiel                                      | Oekraïne                                     | 1692                                         | Stabiel                                      |
| 27                                           | Stabiel                                      | Mexico                                       | 1686                                         | Stabiel                                      |
| 28                                           | Stabiel                                      | Polen                                        | 1683                                         | Stabiel                                      |
| 29                                           | Stabiel                                      | Tsjechië                                     | 1678                                         | Stabiel                                      |
| 30                                           | Stabiel                                      | Finland                                      | 1671                                         | Stabiel                                      |
| 31                                           | Stabiel                                      | Ierland                                      | 1666                                         | Stabiel                                      |
| 32                                           | Stabiel                                      | Portugal                                     | 1659                                         | Stabiel                                      |
| 32                                           | Stabiel                                      | Argentinië                                   | 1659                                         | Stabiel                                      |
| 34                                           | Stabiel                                      | Wales                                        | 1658                                         | Stabiel                                      |
| 35                                           | Stabiel                                      | Vietnam                                      | 1657                                         | Stabiel                                      |
| 36                                           | Stabiel                                      | Costa Rica                                   | 1644                                         | Stabiel                                      |
| 37                                           | Stabiel                                      | Chili                                        | 1640                                         | Stabiel                                      |
| 38                                           | Stabiel                                      | Nigeria                                      | 1614                                         | Stabiel                                      |
| 39                                           | Stabiel                                      | Thailand                                     | 1596                                         | Stabiel                                      |
| 40                                           | Stabiel                                      | Chinees Taipei                               | 1589                                         | Stabiel                                      |
| 41                                           | Stabiel                                      | Servië                                       | 1558                                         | Stabiel                                      |
| 42                                           | Stabiel                                      | Oezbekistan                                  | 1543                                         | Stabiel                                      |
| 43                                           | Stabiel                                      | Hongarije                                    | 1537                                         | Stabiel                                      |
| 44                                           | Stabiel                                      | Roemenië                                     | 1535                                         | Stabiel                                      |
| 45                                           | Stabiel                                      | Myanmar                                      | 1511                                         | Stabiel                                      |
| 46                                           | Stabiel                                      | Papoea-Nieuw-Guinea                          | 1504                                         | Stabiel                                      |
| 47                                           | Stabiel                                      | Slowakije                                    | 1501                                         | Stabiel                                      |
| 48                                           | Stabiel                                      | Paraguay                                     | 1490                                         | Stabiel                                      |
| 49                                           | Stabiel                                      | Slovenië                                     | 1471                                         | Stabiel                                      |
| 50                                           | Stabiel                                      | Jamaica                                      | 1460                                         | Stabiel                                      |
| 51                                           | Stabiel                                      | Kameroen                                     | 1455                                         | Stabiel                                      |
| 52                                           | Stabiel                                      | Kroatië                                      | 1453                                         | Stabiel                                      |
| 53                                           | Stabiel                                      | Zuid-Afrika                                  | 1434                                         | Stabiel                                      |
| 53                                           | Stabiel                                      | Wit-Rusland                                  | 1434                                         | Stabiel                                      |
| 55                                           | Stabiel                                      | Noord-Ierland                                | 1432                                         | Stabiel                                      |
| 55                                           | Stabiel                                      | India                                        | 1432                                         | Stabiel                                      |
| 57                                           | Stabiel                                      | Venezuela                                    | 1425                                         | Stabiel                                      |
| 58                                           | Stabiel                                      | Jordanië                                     | 1419                                         | Stabiel                                      |
| 59                                           | Stabiel                                      | Bosnië en Herzegovina                        | 1411                                         | Stabiel                                      |
| 60                                           | Stabiel                                      | Panama                                       | 1401                                         | Stabiel                                      |
| 60                                           | Stabiel                                      | Ghana                                        | 1401                                         | Stabiel                                      |
| 62                                           | Stabiel                                      | Griekenland                                  | 1396                                         | Stabiel                                      |
| 63                                           | Stabiel                                      | Ivoorkust                                    | 1392                                         | Stabiel                                      |
| 64                                           | Stabiel                                      | Haïti                                        | 1391                                         | Stabiel                                      |
| 65                                           | Stabiel                                      | Peru                                         | 1376                                         | Stabiel                                      |
| 66                                           | Stabiel                                      | Fiji                                         | 1373                                         | Stabiel                                      |
| 67                                           | Stabiel                                      | Filipijnen                                   | 1369                                         | Stabiel                                      |
| 67                                           | Stabiel                                      | Israël                                       | 1369                                         | Stabiel                                      |
| 69                                           | Stabiel                                      | Turkije                                      | 1365                                         | Stabiel                                      |
| 70                                           | Stabiel                                      | Iran                                         | 1358                                         | Stabiel                                      |
| 71                                           | Stabiel                                      | Equatoriaal-Guinea                           | 1356                                         | Stabiel                                      |
| 72                                           | Stabiel                                      | Trinidad en Tobago                           | 1354                                         | Stabiel                                      |
| 73                                           | Stabiel                                      | Uruguay                                      | 1346                                         | Stabiel                                      |
| 74                                           | Stabiel                                      | Hongkong                                     | 1329                                         | Stabiel                                      |
| 75                                           | Stabiel                                      | Albanië                                      | 1325                                         | Stabiel                                      |
| 76                                           | Stabiel                                      | Azerbeidzjan                                 | 1321                                         | Stabiel                                      |
| 77                                           | Stabiel                                      | Kazachstan                                   | 1318                                         | Stabiel                                      |
| 78                                           | Stabiel                                      | Tunesië                                      | 1304                                         | Stabiel                                      |
| 79                                           | Stabiel                                      | Bulgarije                                    | 1303                                         | Stabiel                                      |
| 80                                           | Stabiel                                      | Guatemala                                    | 1290                                         | Stabiel                                      |
| 81                                           | Stabiel                                      | Marokko                                      | 1289                                         | Stabiel                                      |
| 82                                           | Stabiel                                      | Guam                                         | 1282                                         | Stabiel                                      |
| 83                                           | Stabiel                                      | Mali                                         | 1276                                         | Stabiel                                      |
| 84                                           | Stabiel                                      | Bahrein                                      | 1274                                         | Stabiel                                      |
| 85                                           | Stabiel                                      | Algerije                                     | 1271                                         | Stabiel                                      |
| 86                                           | Stabiel                                      | Faeröer                                      | 1259                                         | Stabiel                                      |
| 87                                           | Stabiel                                      | Senegal                                      | 1247                                         | Stabiel                                      |
| 88                                           | Stabiel                                      | Tonga                                        | 1240                                         | Stabiel                                      |
| 88                                           | Stabiel                                      | Cuba                                         | 1240                                         | Stabiel                                      |
| 90                                           | Stabiel                                      | Maleisië                                     | 1238                                         | Stabiel                                      |
| 91                                           | Stabiel                                      | Bolivia                                      | 1236                                         | Stabiel                                      |
| 92                                           | Stabiel                                      | Moldavië                                     | 1228                                         | Stabiel                                      |
| 93                                           | Stabiel                                      | Letland                                      | 1223                                         | Stabiel                                      |
| 94                                           | Stabiel                                      | Indonesië                                    | 1222                                         | Stabiel                                      |
| 95                                           | Stabiel                                      | Estland                                      | 1210                                         | Stabiel                                      |
| 96                                           | Stabiel                                      | Nieuw-Caledonië                              | 1208                                         | Stabiel                                      |
| 97                                           | Stabiel                                      | Verenigde Arabische Emiraten                 | 1201                                         | Stabiel                                      |
| 97                                           | Stabiel                                      | Montenegro                                   | 1201                                         | Stabiel                                      |
| 99                                           | Stabiel                                      | Nepal                                        | 1200                                         | Stabiel                                      |
| 100                                          | Stabiel                                      | Zambia                                       | 1198                                         | Stabiel                                      |
| 101                                          | Stabiel                                      | Malta                                        | 1197                                         | Stabiel                                      |
| 102                                          | Stabiel                                      | Tahiti                                       | 1196                                         | Stabiel                                      |
| 103                                          | Stabiel                                      | Cookeilanden                                 | 1194                                         | Stabiel                                      |
| 104                                          | Stabiel                                      | Congo-Brazzaville                            | 1178                                         | Stabiel                                      |
| 105                                          | Stabiel                                      | Dominicaanse Republiek                       | 1173                                         | Stabiel                                      |
| 106                                          | Stabiel                                      | Puerto Rico                                  | 1172                                         | Stabiel                                      |
| 107                                          | Stabiel                                      | Litouwen                                     | 1169                                         | Stabiel                                      |
| 107                                          | Stabiel                                      | Samoa                                        | 1169                                         | Stabiel                                      |
| 109                                          | Stabiel                                      | El Salvador                                  | 1164                                         | Stabiel                                      |
| 110                                          | Stabiel                                      | Congo-Kinshasa                               | 1159                                         | Stabiel                                      |
| 111                                          | Stabiel                                      | Zimbabwe                                     | 1151                                         | Stabiel                                      |
| 111                                          | Stabiel                                      | Ethiopië                                     | 1151                                         | Stabiel                                      |
| 113                                          | Stabiel                                      | Gambia                                       | 1143                                         | Stabiel                                      |
| 114                                          | Stabiel                                      | Salomonseilanden                             | 1140                                         | Stabiel                                      |
| 115                                          | Stabiel                                      | Georgië                                      | 1138                                         | Stabiel                                      |
| 116                                          | Stabiel                                      | Honduras                                     | 1136                                         | Stabiel                                      |
| 117                                          | Stabiel                                      | Vanuatu                                      | 1131                                         | Stabiel                                      |
| 117                                          | Stabiel                                      | Palestina                                    | 1131                                         | Stabiel                                      |
| 119                                          | Stabiel                                      | Luxemburg                                    | 1124                                         | Stabiel                                      |
| 120                                          | Stabiel                                      | Kirgizië                                     | 1118                                         | Stabiel                                      |
| 121                                          | Stabiel                                      | Angola                                       | 1117                                         | Stabiel                                      |
| 122                                          | Stabiel                                      | Nicaragua                                    | 1116                                         | Stabiel                                      |
| 123                                          | Stabiel                                      | Cyprus                                       | 1114                                         | Stabiel                                      |
| 123                                          | Stabiel                                      | Mongolië                                     | 1114                                         | Stabiel                                      |
| 125                                          | Stabiel                                      | Kosovo                                       | 1104                                         | Stabiel                                      |
| 126                                          | Stabiel                                      | Armenië                                      | 1103                                         | Stabiel                                      |
| 127                                          | Stabiel                                      | Suriname                                     | 1093                                         | Stabiel                                      |
| 128                                          | Stabiel                                      | Singapore                                    | 1089                                         | Stabiel                                      |
| 129                                          | Stabiel                                      | Noord-Macedonië                              | 1072                                         | Stabiel                                      |
| 130                                          | Stabiel                                      | Gabon                                        | 1066                                         | Stabiel                                      |
| 131                                          | Stabiel                                      | Saint Kitts en Nevis                         | 1050                                         | Stabiel                                      |
| 132                                          | Stabiel                                      | Tadzjikistan                                 | 1035                                         | Stabiel                                      |
| 133                                          | Stabiel                                      | Amerikaans-Samoa                             | 1030                                         | Stabiel                                      |
| 134                                          | Stabiel                                      | Bangladesh                                   | 1008                                         | Stabiel                                      |
| 135                                          | Stabiel                                      | Barbados                                     | 1002                                         | Stabiel                                      |
| 136                                          | Stabiel                                      | Bermuda                                      | 987                                          | Stabiel                                      |
| 137                                          | Stabiel                                      | Kenia                                        | 986                                          | Stabiel                                      |
| 138                                          | Stabiel                                      | Saint Lucia                                  | 982                                          | Stabiel                                      |
| 139                                          | Stabiel                                      | Tanzania                                     | 978                                          | Stabiel                                      |
| 140                                          | Stabiel                                      | Sri Lanka                                    | 968                                          | Stabiel                                      |
| 141                                          | Stabiel                                      | Libanon                                      | 967                                          | Stabiel                                      |
| 142                                          | Stabiel                                      | Malediven                                    | 966                                          | Stabiel                                      |
| 143                                          | Stabiel                                      | Namibië                                      | 956                                          | Stabiel                                      |
| 144                                          | Stabiel                                      | Rwanda                                       | 899                                          | Stabiel                                      |
| 145                                          | Stabiel                                      | Malawi                                       | 887                                          | Stabiel                                      |
| 146                                          | Stabiel                                      | Oeganda                                      | 868                                          | Stabiel                                      |
| 147                                          | Stabiel                                      | Lesotho                                      | 850                                          | Stabiel                                      |
| 148                                          | Stabiel                                      | Botswana                                     | 848                                          | Stabiel                                      |
| 149                                          | Stabiel                                      | Amerikaanse Maagdeneilanden                  | 843                                          | Stabiel                                      |
| 150                                          | Stabiel                                      | Belize                                       | 824                                          | Stabiel                                      |
| 151                                          | Stabiel                                      | Swaziland                                    | 822                                          | Stabiel                                      |
| 152                                          | Stabiel                                      | Mozambique                                   | 814                                          | Stabiel                                      |
| 153                                          | Stabiel                                      | Antigua en Barbuda                           | 787                                          | Stabiel                                      |
| 154                                          | Stabiel                                      | Bhutan                                       | 769                                          | Stabiel                                      |
| 155                                          | Stabiel                                      | Andorra                                      | 749                                          | Stabiel                                      |
| 156                                          | Stabiel                                      | Comoren                                      | 731                                          | Stabiel                                      |
| 157                                          | Stabiel                                      | Aruba                                        | 724                                          | Stabiel                                      |
| 158                                          | Stabiel                                      | Madagaskar                                   | 691                                          | Stabiel                                      |
| 159                                          | Stabiel                                      | Mauritius                                    | 357                                          | Stabiel                                      |

| Kleur | Betekenis                                      |
| ----- | ---------------------------------------------- |
|       | Hoogste FIFA ranking ooit                      |
|       | Evenaring hoogste FIFA ranking ooit            |
|       | Voor het eerst opgenomen in de wereldranglijst |
|       | Evenaring slechtste FIFA ranking ooit          |
|       | Slechtste FIFA ranking ooit                    |